# Niklas Moisander
Niklas Moisander (Turku, 29 de septiembre de 1985) es un exfutbolista finlandés que jugaba como defensa.

## Selección nacional
Fue internacional 62 veces con la selección de Finlandia, de la cual fue capitán debido a la retirada de los antiguos capitanes Jari Litmanen, Sami Hyypiä, Jussi Jääskeläinen y Jonathan Johhanson.

## Clubes
| Club             | País         | Año       |
| ---------------- | ------------ | --------- |
| Turun Palloseura | Finlandia    | 2002-2003 |
| A. F. C. Ajax    | Países Bajos | 2004-2006 |
| F. C. Zwolle     | Países Bajos | 2006-2008 |
| AZ Alkmaar       | Países Bajos | 2008-2012 |
| A. F. C. Ajax    | Países Bajos | 2012-2015 |
| U. C. Sampdoria  | Italia       | 2015-2016 |
| Werder Bremen    | Alemania     | 2016-2021 |
| Malmö FF         | Suecia       | 2021-2024 |

## Palmarés

### Campeonatos nacionales
| Título                        | Club          | País         | Año     |
| ----------------------------- | ------------- | ------------ | ------- |
| Eredivisie                    | AZ Alkmaar    | Países Bajos | 2008-09 |
| Supercopa de los Países Bajos | AZ Alkmaar    | Países Bajos | 2009    |
| Eredivisie                    | A. F. C. Ajax | Países Bajos | 2012-13 |
| Supercopa de los Países Bajos | A. F. C. Ajax | Países Bajos | 2013    |
| Eredivisie                    | A. F. C. Ajax | Países Bajos | 2013-14 |
| Allsvenskan                   | Malmö FF      | Suecia       | 2021    |
| Copa de Suecia                | Malmö FF      | Suecia       | 2021-22 |
| Allsvenskan                   | Malmö FF      | Suecia       | 2023    |
| Copa de Suecia                | Malmö FF      | Suecia       | 2023-24 |
| Allsvenskan                   | Malmö FF      | Suecia       | 2024    |